# Am Löchle
Das Gebiet Am Löchle ist ein mit Verordnung vom 20. Juni 1991 durch die Körperschaftsforstdirektion Tübingen ausgewiesener Schonwald (Schutzgebiet-Nummer 200295) bei Ofterdingen im Landkreis Tübingen in Baden-Württemberg.

## Lage
Der Schonwald befindet sich nordwestlich der Gemeinde Ofterdingen. Er besteht aus zwei Teilflächen, liegt im Distrikt 2 „Eichhalde“ Abt. 6 und 7 des Staatswaldes Mössingen und umfasst Teile des Flurstücks 6318 auf Gemarkung Ofterdingen, Gemeinde Ofterdingen.
Der Schonwald liegt im Landschaftsschutzgebiet Rammert. Er ist Teil des Vogelschutzgebiets Mittlerer Rammert und er ist Teil des FFH-Gebiets Rammert.

## Vegetation
Im Schonwald kommen laut Waldbiotopkartierung die folgenden Pflanzen vor:
Feldahorn, Berg-Ahorn, Gewöhnliche Haselwurz, Berg-Segge, Wald-Segge, Gemeine Hainbuche, Maiglöckchen, Wald-Knäuelgras, Echter Seidelbast,
Rotbuche, Gemeine Esche, Gewöhnliche Goldnessel, Waldmeister, Wald-Labkraut, Echte Nelkenwurz, Quirlblättrige Weißwurz, Hohe Schlüsselblume,
Traubeneiche, Elsbeere, Große Sternmiere, Winterlinde, Gewöhnlicher Schneeball.

## Schutzzweck
Der Schutzzweck des Schonwalds ist gemäß Schutzgebietsverordnung
- Möglichst lange Erhaltung des ehemaligen, eichenbetonten Mittelwaldes mit seiner Baumartenvielfalt und Bestandesstruktur als Zeugen der früheren Bewirtschaftungsform; hierbei bleibt aus waldhistorischen Gründen die Option auf die exemplarische Wiederherstellung eines Mittelwaldbestandes auf Teilflächen offen;
- Sicherung des genetischen Potenzials der Laubwaldgesellschaft, insbesondere der z. T. seltenen, autochthonen Laubbaumarten;
- Habitatsicherung für die im jeweiligen Schonwald typischen und seltenen Arten von Flora und Fauna.

## Betreuung
Wissenschaftlich betreut wird der Schonwald durch die Forstliche Versuchs- und Forschungsanstalt Baden-Württemberg (BVA).